# Split screen (computer)
Split screen (opdelt skærm) er en displayteknik i computergrafik, der består i at opdele grafik og/eller tekst i tilstødende (og muligvis overlappende) dele, typisk som to eller fire rektangulære områder. Dette gøres for at lade samtidig præsentation af (som regel) relaterede grafiske og tekstmæssige oplysninger på en computerskærm . TV-sport brugte denne præsentationsmetodologi i 1960'erne til øjeblikkelig afspilning.
De oprindelige ikke-dynamiske opdelte skærme adskilte sig fra vinduessystemer ved, at sidstnævnte altid tillod overlappende og frit bevægelige dele af skærmen (" vinduerne ") at præsentere relaterede såvel som ikke-relaterede applikationsdata for brugeren, mens førstnævnte var strengt begrænset til faste ikke-overlappende positioner.